# اتفاقية السيب 1920
اتفاقية السيب بين السلطان تيمور بن فيصل والامام محمد بن عبد الله الخليلي تقر بتقسيم البلاد بين إقليم الساحل (سلطنة مسقط) وإقليم الداخل (إمامة عمان). وقد وضعت حدًا للصراع على السلطة بين أنصار الإمامة في الداخل وأنصار السلطان في الساحل. جرى توقيعها في 25 سبتمبر 1920.
اختلف الإباضيون مع السلطان بسبب تزايد نفوذ البريطايين في البلاد وقيام الإنجليز بتحريم تجارة الرقيق وحظر تجارة الأسلحة. وكانت وفاة حميد بن ناصر النبهاني أحد دعائم الإمامة في الجبل الأخضر واغتيال سالم بن راشد الخروصي في 1920.

## خلفية الصراع
في عهد الإمام سالم وتحديدا في ديسمبر 1913 كانت هناك مفاوضات بين مندوبه وبين مندوب السلطان فيصل بن تركي من إجل إقرار اتفاق، إلا أن الاتفاق رفض من قبل الإماميين بسبب اشتراط مندوب السلطان إلغاء القيود المفروضة على تجارة السلاح ورد حصن بدبد وسمائل الذين كانا واقعين تحت نفوذ الإمامة.
في يناير 1915 تم استهداف العاصمة مسقط من قبل الإماميين للإطاحة بحكم السلطان فيصل، إلا أن المحاولة باءت بالفشل. على إثر هذا تلقى السلطان توجيهات من نائب ملكة الهند البريطانية بالتفاوض – مجددا - مع زعماء الإمامة في الداخل.
كان سبب مسارعة بريطانيا للصلح عدم ضمانها سقوط السلطنة في يد الإماميين من جديد؛ وذلك بسبب اشتغالها بالحرب العالمية، هذا بالإضافة إلى خشيتهم من دعوة الإمام سالم للجهاد في الهند وجزيرة العرب وشمال أفريقيا.
بعدها في شهر أغسطس 1915، رفض مندوبو الإمام التوقيع على اتفاق ثان بسبب اشتراط انسحاب قوات الإمام من منطقة سمائل الإستراتيجية، وفي 1915 حصلت هجمات متبادلة لجر الطرف الآخر على قبول شروطه.
هذا، ومن أجل الضغط على الإمامة تم رفع الرسوم من 5% إلى 25% على التمور و50% على الرمان، ثم في عام 1918 منعت حكومة مسقط خروج الأموال من البلاد. وهكذا تم رفع الرسوم على التمور الواردة من أراضي الإمامة بمعدل 50%، وهو معدل لم تبلغه سابقا.
بعد رفع الرسوم أرسلت بريطانيا برسالة تهديد إلى الإمام للمطالبة بالعودة إلى المفاوضات، جاء فيها: «بضعة آلاف منهم - أي الجنودالتابعين لبريطانيا - كفيلون باحتلال كل عمان». بعدها قرر الميجر وينجيت wingate القنصل والمقيم السياسي العام في مسقط بالتعاون مع ماك كولوم Mac Collum المعين كوزير من قبل السلطان تيمور تشديد الضغط الاقتصادي أكثر على الإمامة، لإرغامها على قبول شروطه، ومما يذكر هو نفسه عن الموضوع: «لقد بدا لي أن هناك طريقة واحدة لحمل العمانيين على التعقل. لقد كانوا مجبرين على تصدير تمورهم كي يعيشوا. فإذا أمكن جعل تصدير تمورهم مستحيلاً تقريباً - أو على الأقل - مكلفاً جداً ولم يستطيعوا الرد، فربما يتغير موقفهم وينفتحوا على مناقشة تسوية معقولة».
بعدها، قبل الإمام الخليلي بالمفاوضات، وأرسل نفس المندوب في المحادثات السابقة. كان ممثل الإمام الأمير عيسى بن صالح الحارثي، وكان مفوض السلطان تيمور بن فيصل المستر وينجيت wingate بحضور الشيخ سعيد بن ناصر الكندي وسيطا بين الجانبين، حيث كان يحظى بثقة الإمام وتقدير السلطان.

## بنود الاتفاقية
تتألف من ثمانية بنود، أربعة تخص شعب عمان وأربعة تخص حكومة السلطان.
التزمت السلطنة بمقتضاها بتخفيض الزكاة المفروضة على السلع القادمة من الداخل إلى المدن الساحلية لكي يصبح مقدارها 5% فقط.
والمعاهدة نصت على البنود التالية:
1. أن يكون كل وارد من عمان من جميع الأجناس إلى مسقط ومطرح وصور وسائر بلدان الساحل لا يؤخذ منه زيادة عن خمسة بالمائة.
2. أن يكون لجميع العمانيين الأمن والحرية في جميع بلدان الساحل.
3. جميع التحجيرات على جميع الداخلين والخارجين في مسقط ومطرح وجميع بلدان الساحل ترفع.
4. أن لا تأوي حكومة السلطان مذنبا يهرب من إنصاف العمانيين وأن ترجعه إليهم إذا طلبوه منها وأن لا تتداخل في داخليتهم.

وهذه الشروط المذكورة أعلاه لصالح الإمامة واعترافا باستقلالها التام، أما الشروط التي بصالح السلطان فهي:
1. كل القبائل والمشايخ يكونون بالأمن والصلح مع حكومة السلطان، وأن لا يهاجموا بلاد الساحل ولا يتداخلوا في حكومته.
2. كل المسافرين إلى عمان في مشاغلهم الجائزة والأموال التجارية يكونون أحرارا ولا تكون تحجيرات على تجارتهم ولهم الأمن.
3. كل محدث ومذنب يهرب إليهم يطردونه ولا يأوونه.
4. أن تكون دعاوى التجار وغيرهم من العمانيين تسمع وتفصل على موجب ما هو الإنصاف بالحكم الشرعي.

حرر هذا في بلدة السيب يوم 11 من شهر محرم 1339هـ، الموافق 25 سبتمبر 1920م، ثم وقع عيسى بن صالح بيده وكذلك الميجر وينجت.
في نص الاتفاق كان وينغت حريصا على ألا تستعمل كلمة «إمام»؛ وهذا حتى لا يعطي اعترافا صريحًا بالإمامة. لكن على الرغم من هذا، تمت المصادقة على المعاهدة في نهاية المطاف من جانب السلطان والإمام، وهو ما يثبت استقلال الطرفين: السلطنة والإمامة. وقد حافظ الطرفان على بنود المعاهدة مدة طويلة، حيث ارتأى الإمام الخليلي الابتعاد عن الإنكليز ومؤامراتهم والانصراف إلى تقوية الجبهة الداخلية، أما الإنكليز فقد حافظوا عليها بسبب إنهاك دولتهم في الحرب العالمية الأولى والثانية، وأما السلطان فقد حافظ عليها لعجزه للتصدي للعمانيين منفردًا دون مساعدة حليفه الأكبر بريطانيا.

## الهوامش
1. ↑  فردهاليداي (1976). المجتمع والسياسة في الجزيرة العربية. تعريب محمد الرميحي. شركة كاظمة للنشر والترجمة والتوزيع، الكويت. ط 1. ص 221
2. ↑  الدور البريطاني في عقد اتفاقية السيب، د. فاضل محمد الحسيني، عدد19، 1996م.
3. ↑  أحاديث عن الخليج العربي، محمد علي الداود، ط2، بغداد، بدون تأريخ، ص42.
4. 1 2  تاريخ عمان السياسي، محمد بن عبد الله الطائي.